# Conrad Willgerodt
Conrad Heinrich Christoph Willgerodt (* 2. November 1841 in Harlingerode; † 19. Dezember 1930 in Freiburg im Breisgau) war ein deutscher Chemiker.
Willgerodt war ein akademischer Schüler von Adolf Claus. Er wurde 1875 in Freiburg im Breisgau zum Dr. phil. promoviert. Seit dem Wintersemester 1876/77 lehrte er als Privatdozent, vom Sommersemester 1882 bis Sommersemester 1913 als etatmäßiger außerordentlicher Professor an der Albert-Ludwigs-Universität Freiburg Chemie und anorganische Technologie, vom Sommersemester 1889 bis Sommersemester 1896 auch für Kameralstudenten der Volkswirtschaftlichen Fächer. Nach ihm benannt ist die Willgerodt-Kindler-Reaktion zur Umwandlung aliphatisch-aromatischer Ketone in Carbonsäuren.
1888 wurde Willgerodt zum Mitglied der Leopoldina gewählt. 
Er entdeckte unter anderem das Iodosobenzol.